# NGC 235
NGC 235 (również PGC 2569) – zderzenie galaktyk soczewkowatych w gwiazdozbiorze Wieloryba. Galaktyki te znajdują się w odległości ok. 310 milionów lat świetlnych od Ziemi.
Większa z oddziałujących ze sobą galaktyk jest też oznaczana jako NGC 235A lub PGC 2568. Należy do galaktyk Seyferta. Została odkryta przez Francisa Leavenwortha w roku 1886. Często to właśnie ona jest uznawana za obiekt NGC 235, gdyż o mniejszej z galaktyk ani Leavenworth, ani katalog NGC nie wspominał.
Mniejsza z galaktyk nosi też oznaczenia NGC 235B lub PGC 2570.